# Willy Jaeckel

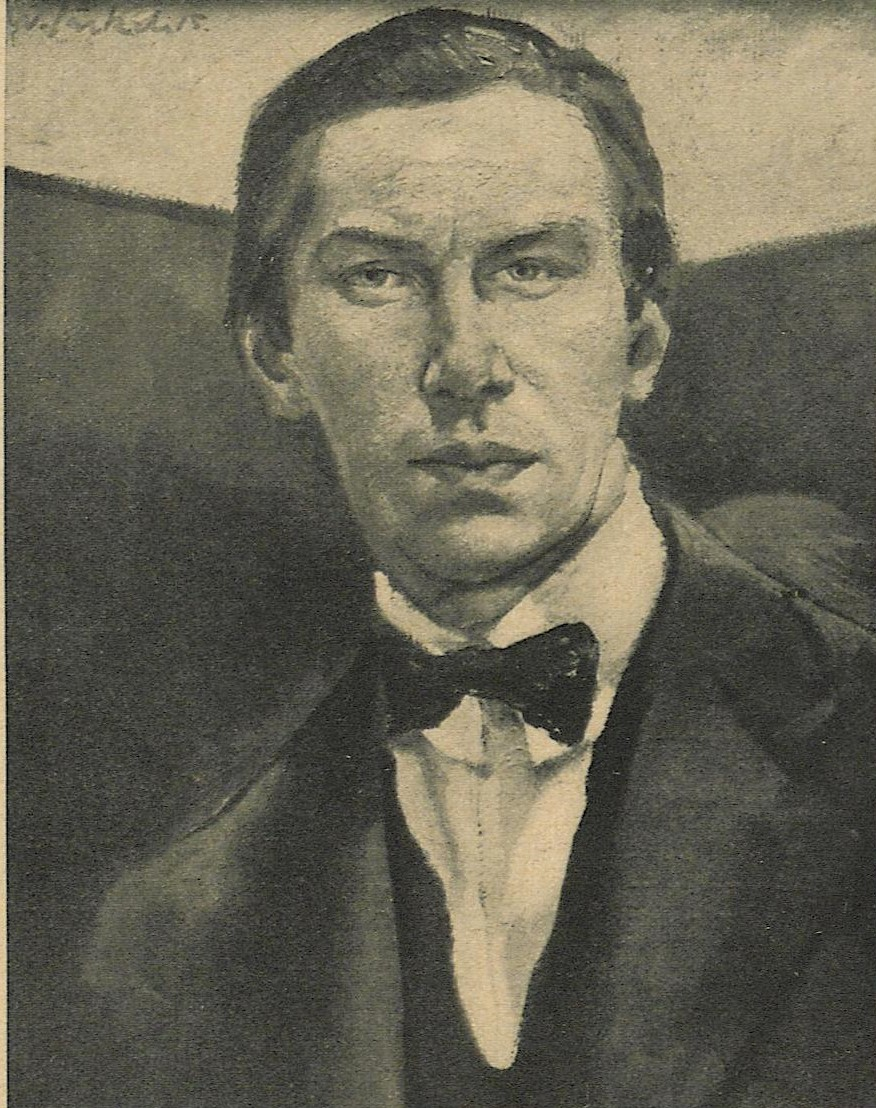
Autorretrato (1915)

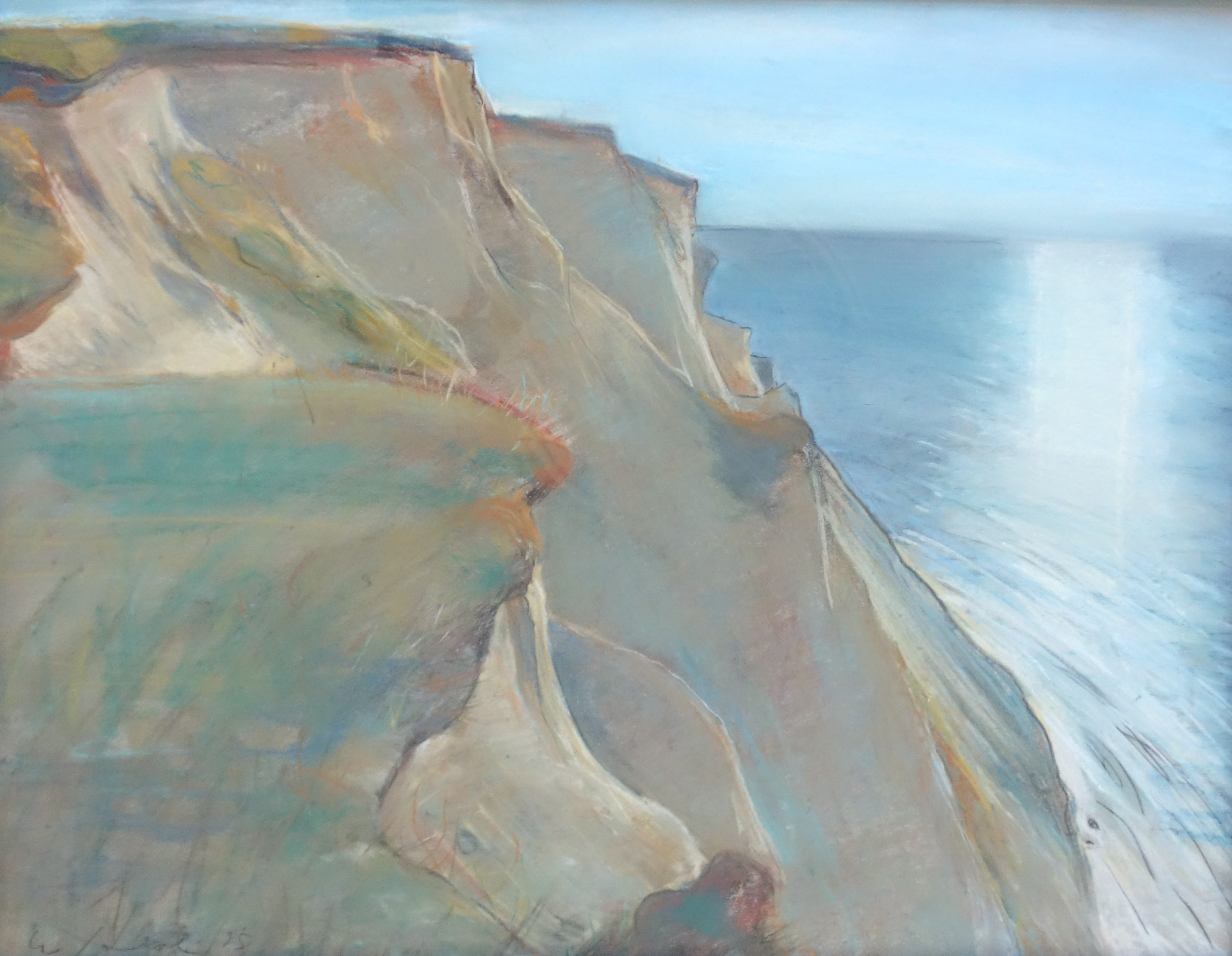
Costa escarpada en el Hiddensee

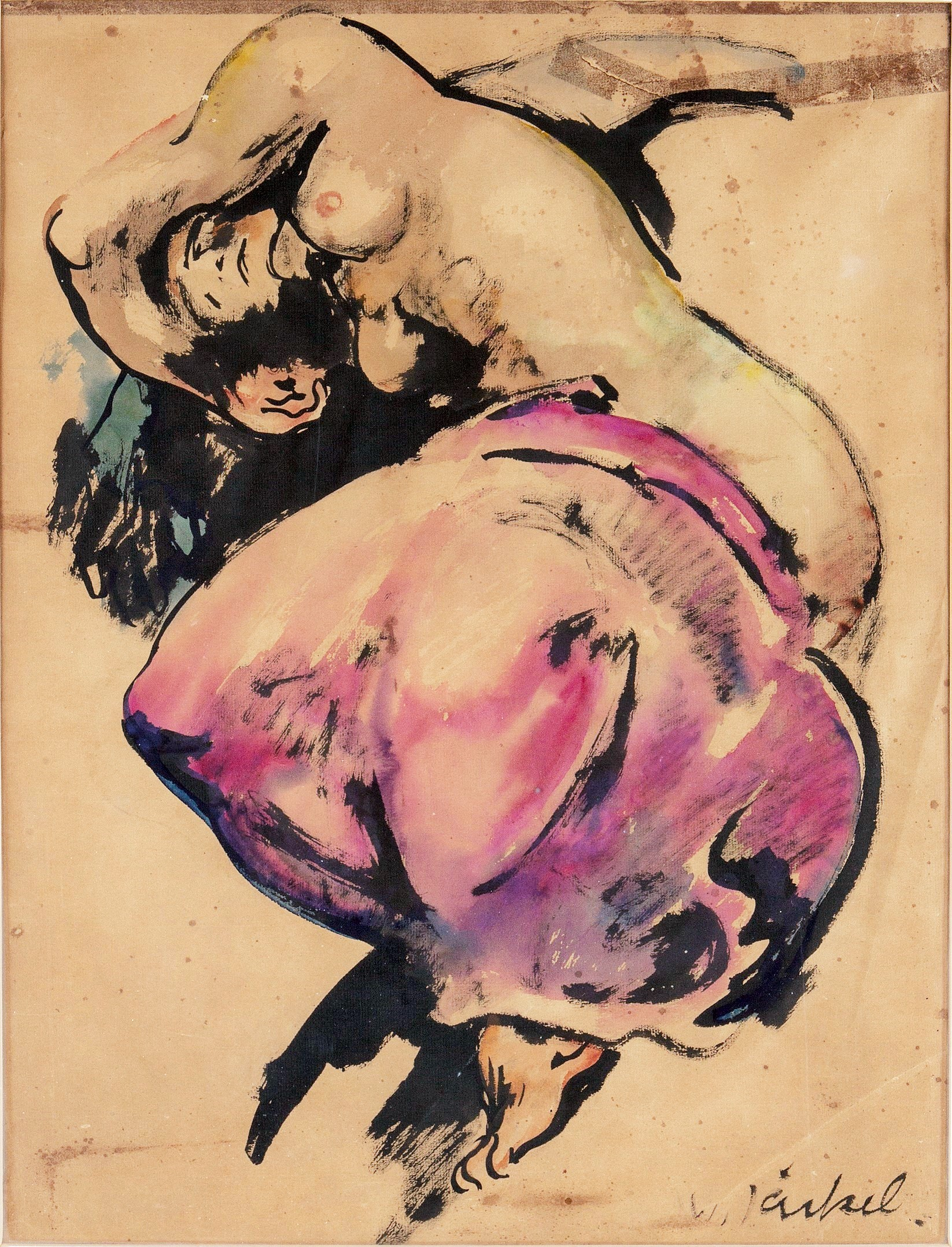
Desnudo femenino acostado

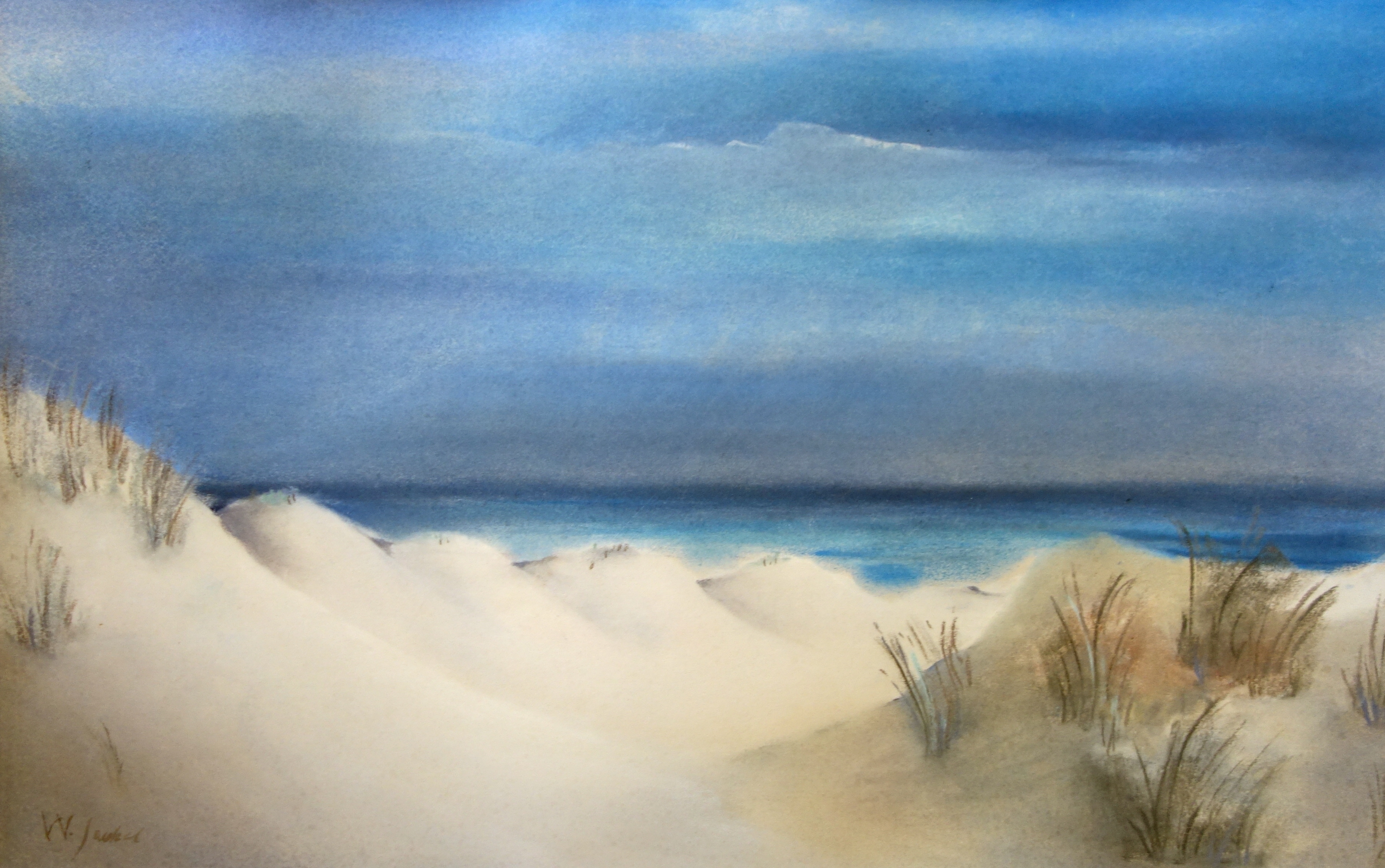
Dunas en el Hiddensee

Willi Gustav Erich Jaeckel (nacido el 10 de febrero de 1888 en Breslavia; † el 30 de enero de 1944 en Berlín  ) fue un pintor y artista gráfico alemán. Fue uno de los representantes más importantes del expresionismo alemán.

## Vida

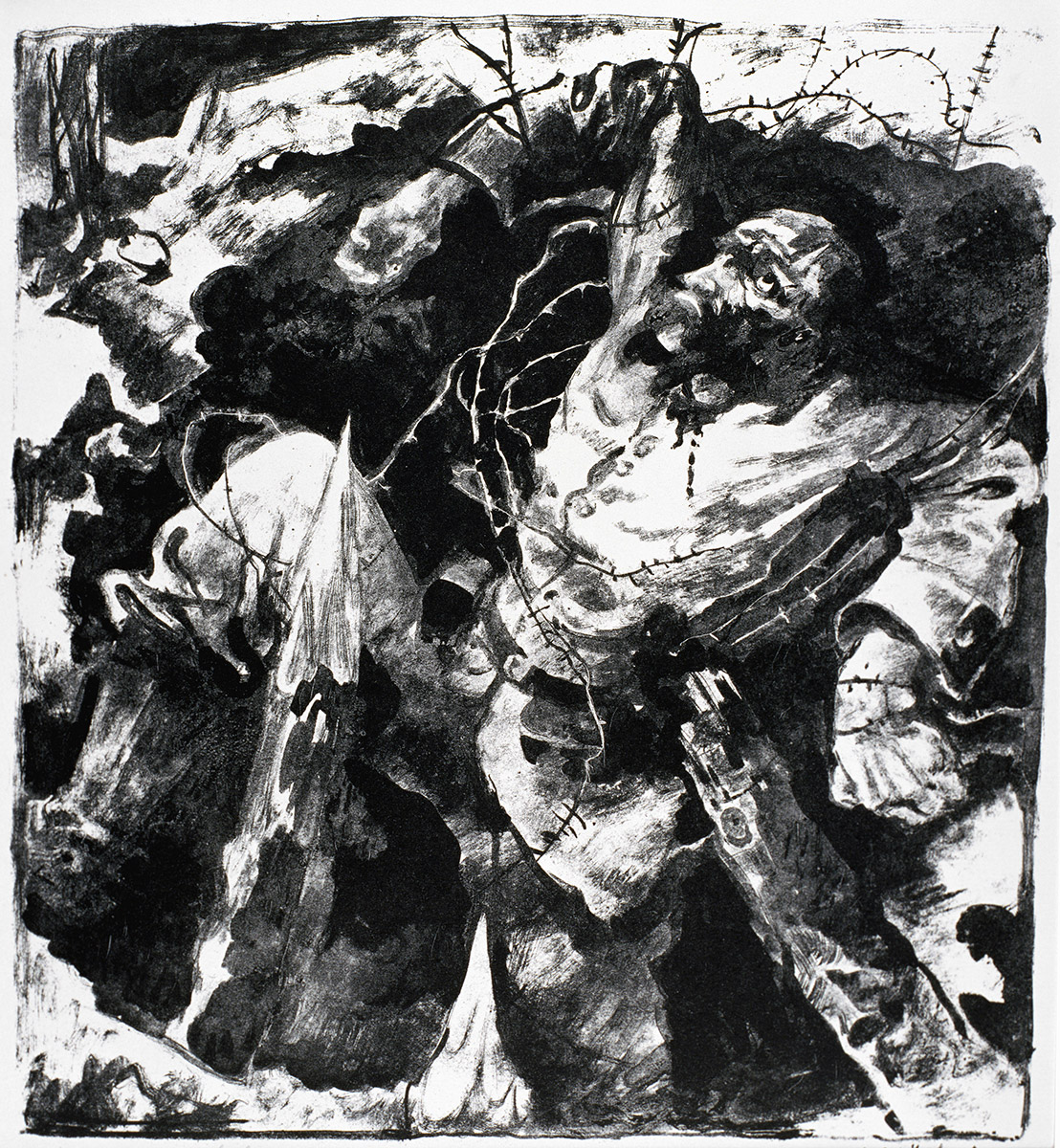
“Sin título” (Soldado moribundo en las trincheras), hoja 5 de la carpeta litografías “Memento 1914/15”, 1915.

De 1906 a 1908 estudió en la Escuela de Arte de Breslavia. A partir de 1908 estudió en la Academia de Dresde con Otto Gußmann. En 1913 se trasladó a Berlín, donde se convirtió en miembro de la Secesión de Berlín en 1915, en miembro de la Academia Prusiana de las Artes en 1919 y profesor en la Universidad de Educación Artística en 1925. Su estilo era muy expresivo y a la vez decorativo. También abrió su expresionismo a temas religiosos. Su primer cuadro importante, "Batalla", en el que hombres musculosos desnudos se gritan entre sí en un lienzo del tamaño de una pared, fue creado en 1912. Jaeckel ganó el “Premio Georg Schlicht” por el “retrato femenino alemán más bello de 1928”. 
En 1933 fue nombrado profesor asociado de la universidad, pero fue destituido tras la llegada al poder de los nacionalsocialistas. Tras las protestas de sus alumnos, fue reintegrado. En 1937, en el marco de la campaña nazi contra el "Arte Degenerado", las obras de Jaeckel fueron sacadas del Museo de Bellas Artes de Silesia en Breslavia, de la Anhaltinische Gemäldegalerie de Dessau, del Museo Municipal de Arte y Comercio de Dortmund, de las colecciones de arte de la ciudad de Düsseldorf, de la Kunsthalle Hamburgo, del State Master Studio de Königsberg, confiscadas al Museo Kaiser Friedrich de Magdeburgo, a la Städtische Kunsthalle de Mannheim, al Museo de Artes y Artes Decorativas de Stettin y al Salón de la Fama de Wuppertal-Barmen. Algunas de ellas fueron destruidas,  otras fueron vilipendiadas en la exposición “Arte Degenerado”. Su principal obra al fresco, un mural de cuatro partes para la fábrica de galletas Bahlsen de Hannover de 1916/1917, se perdió en 1944 debido a los efectos de la guerra y su estudio fue destruido por las bombas en 1943.
A pesar de la insensata persecución sus diversas obras con retratos, desnudos, paisajes y naturalezas muertas, así como obras gráficas, se puede encontrar actualmente en museos y colecciones privadas. Entre sus alumnos importantes se encuentran la pintora de Darmstadt Ricarda Jacobi y Hans Olde hijo de su homónimo Hans Olde.
Jaeckel murió en un bombardeo en su apartamento de la Kurfürstendamm, 180 en 1944. Fue incinerado y enterrado. Según su certificado de defunción, era “creyente en Dios”. 

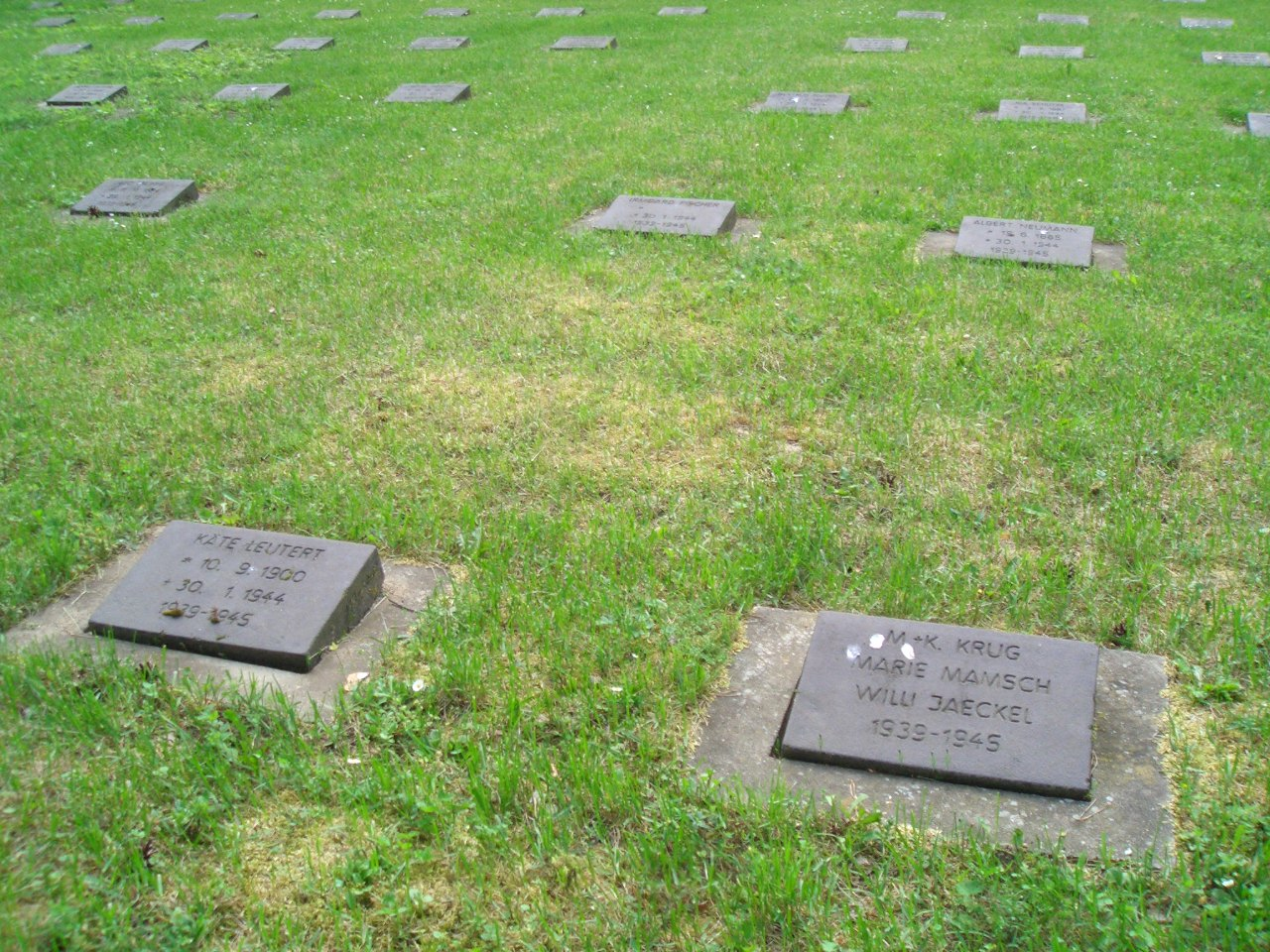
Tumba honorífica de Willy Jaeckel en el cementerio forestal de Stahnsdorf en Wilmersdorf

Por decisión del Senado de Berlín, la tumba de Willy Jaeckel se encuentra en el Wilmersdorf Waldfriedhof Stahnsdorf (ubicación de la tumba: L III-10-236) está dedicada desde 1995 como tumba honorífica del Estado de Berlín. La dedicación fue ampliada en 2018 por el plazo habitual de veinte años. 
El hijo de Jaeckel, Peter Jaeckel (1914-1996), fue arqueólogo, numismático y coleccionista.

## Obras (selección)

### Cuadros al óleo
- 1914 “Familia” (óleo sobre lienzo, 201 × 176 cm; Galerie Neue Meister Dresde)

- 1914 “Retrato de la señora Jaeckel”, óleo sobre lienzo, 120 × 80,5 cm
- 1923 “Hochwald (Bosque de montaña de Allgäu)”, óleo sobre lienzo, 120,5 × 120,5 cm
- 1923 “Hermanos Wilke”, óleo sobre lienzo, 110 × 150 cm, Museo Märkisches (Berlín)
- 1924 Vista de Dubrovnik/Ragusa (óleo sobre lienzo, 98,5 × 99 cm; Berlinische Galerie)
- 1925 “Niña con vestido rojo”, óleo sobre lienzo, 70×60 cm
- 1926 "Naturaleza muerta con fetiche (óleo sobre lienzo, 90 × 80 cm; confiscado en 1937 en el Salón de la Fama de Wuppertal-Barmen como “degenerado”)
- 1928/1930 “Desnudo acostado”, óleo sobre lienzo, 54 × 66 cm, Galería Nacional (Berlín)
- 1931 “El pintor Ernst Fritsch” (óleo sobre lienzo, 71 × 60,5 cm; Berlinische Galerie)

### Grabados
- 1914/1915 Madre muerta y niño pequeño (litografía, 33,8 × 40,5 cm; WV Stilijanow-Nedo 75,3)
- 1915 Violación (litografía, 37 × 36,4 cm; WV Stilijanow-Nedo 75,6)
- 1915 Memento 1914/15 (carpetas con 10 litografías)
- 1916 Destacamento (grabado, 14,1 × 19,1 cm; WV Stilijanow-Nedo 14)
- 1917 El libro de Job (carpeta con 13 litografías y portada. WV Stilijanow-Nedo 85 a 75.13.; Verlag Erich Reiss, Berlín, 1917; confiscado en 1937 como “degenerado”)
- 1920 La Pasión según San Mateo (carpeta con 16 litografías y portada, WV Stilijanow-Nedo 77 a 77.16.; August Kuhn-Verlag, Berlín 1920; confiscado en 1937 como “degenerado”)
- alrededor de 1922 Beso de Judas (grabado, 15 × 14,5 cm; WV Stilijanow-Nedo 25)
- Rameras (grabado; 28 × 21,7 cm; WV Stilijanow-Nedo 48; u.a. en los fondos del Kupferstichkabinett Berlín)

### Pasteles
- Hacia 1925 Atmósfera tormentosa en la playa de Hiddensee. (48,5 × 64,4 cm, Museo de Arte Ahrenshoop )
- 1929 Autorretrato (51 × 35,5 cm; Berlinische Galerie)
- 1940 Retrato de la actriz Eva Sommer